# جان بيكر ميلر
جان بيكر ميلر (بالإنجليزية: Jean Baker Miller)‏ هي طبيبة نفسية وطبيبة وكاتِبة ومؤلفة أمريكية، ولدت في 29 سبتمبر 1927 في ذا برونكس في الولايات المتحدة، وتوفيت في 29 يوليو 2006 بسبب نفاخ رئوي.